# Organizația Unității Africane
Organizația pentru Unitate Africană (OUA; franceză Organisation de l'unité africaine) a fost o organizație regională interguvernamentală care a fost înființată pe 25 mai 1963 în Addis Ababa, Etiopia.
Aceasta a intrat în vigoare în octombrie 1986, iar la 2 ani după aceasta a fost adoptat și Protocolul drepturilor omului și ale popoarelor pentru crearea unei Curți Africane a Drepturilor Omului și ale Popoarelor în Burkina Faso.
Organizația pentru Unitate Africană (OUA), a fost schimbată în iulie 2000 cu Uniunea Africana (UA), în cadrul summit-ului OUA organizat în Togo. Statutul, Uniunii Africane a intrat în vigoare în 2001 după ce statele membre OUA l-au semnat și consacrat.